# 반지의 제왕: 골룸
반지의 제왕: 골룸(The Lord of the Rings: Gollum)은 데달릭 엔터테인먼트가 개발 후 나콘과 공동 배급할 2022년 출시된 액션 어드벤처 게임이다. 반지의 제왕을 기반으로 하며 소설과 영화의 사건 이전에 골룸의 캐릭터를 따른다. 이 게임은 2022년에 마이크로소프트 윈도우와 닌텐도 스위치, 플레이스테이션 4와 플레이스테이션 5 및 엑스박스 원의 콘솔용으로 출시될 예정이다.
게임은 전투보다는 은신 플레이 위주의 어드벤처 게임이 될 예정이며, PC뿐만 아니라 차세대 콘솔 기기인 엑스박스 시리즈 X/S 등에서 출시되는 것을 목표로 개발되고 있다.

## 역사
반지의 제왕: 골룸은 데달릭 엔터테인먼트가 2019년 3월, 2021년에 출시될 것이라고 발표하였으나, 나콘과의 계약으로 출시가 2022년으로 연기되었다.
2021년 3월 26일에는 인게임 트레일러를 공개했고, 7월 7일에는 나콘이 나콘 커넥트 라이브 스트림에서 이 게임의 타이틀 영상을 공개했다.